# بيت العباب (الرضمة)

تعديل مصدري - تعديل

بيت العباب هي إحدى قرى عزلة يحير بمديرية الرضمة التابعة لمحافظة إب، بلغ تعداد سكانها 797 نسمة حسب تعداد اليمن لعام 2004.